# ルーベン・デ・ヨング
ルーベン・デ・ヨング（Reuben de Jong）は、ニュージーランドのキックボクサー、総合格闘家であり、プロレスラー。ワイタケレ出身。

## 来歴
ワイタケレ大学に在学時、ストロングマンを志すようになり数々のストロングマンコンテストに参加。2004年、2005年とニュージーランド・ストロンゲストマンコンテストを連覇。この時期に俳優、またはスタントマンとしてアクションドラマに出演した経歴も持つ。
2006年、身体を鍛えるためと、格闘のアクションを学ぶためにレイ・セフォー・ファイトアカデミーに入門。レイ・セフォーに恵まれた体型を見込まれ総合格闘技とキックボクシングのトレーニングを本格的に始め、K-1系列のイベントに出場した。
2009年、再びストロングマンコンテストに参加するようになり、世界中を飛び回った。
2010年、プロレスラーに転向。ニュージーランドのプロレス団体であるIPW（Impact Pro Wrestling）に入団。ストロングマンとしての実績と知名度から入団してすぐにデビューを飾った。5月にはデビューして間もないながらもIPWニュージーランドヘビー級王座を獲得。
2011年、WWEとディペロップメント契約。ラッセル・ウォーカー（Russell Walker）のリングネームでロスター入り。大型レスラーと期待され、ハウスショーでは負け知らずであったが7月にリリースを発表された。
同年12月よりIPWに復帰。イベントであるNightmare B4 Xmasにて登場し勝利を飾った。

## 得意技
- チョークスラム
- ギロチンドロップ
- リフトアップ・スラム
- サイドバスター

## 獲得タイトル
IPW
- IPWニュージーランドヘビー級王座 : 1回

## 戦績

### キックボクシング
| キックボクシング 戦績 | キックボクシング 戦績 | キックボクシング 戦績 | キックボクシング 戦績 | キックボクシング 戦績 | キックボクシング 戦績 | キックボクシング 戦績 |
| --------------------- | --------------------- | --------------------- | --------------------- | --------------------- | --------------------- | --------------------- |
| 4 試合                | (T)KO                 | 判定                  | その他                | 引き分け              | 無効試合              |                       |
| 1 勝                  | 1                     | 0                     | 0                     | 0                     | 0                     |                       |
| 3 敗                  | 1                     | 2                     | 0                     | 0                     | 0                     |                       |

| 勝敗 | 対戦相手             | 試合結果       | 大会名                            | 開催年月日     |
| ×    | ジェイソン・リッチ   | 3R終了 判定0-3 | K-1 Kings of Oceania 2007         | 2007年4月14日  |
| ○    | シミ・タイ           | 2R TKO         | K-1 Kings of Oceania 2006 Round 3 | 2006年11月18日 |
| ×    | ピーター・サンプソン | 3R TKO         | K-1 Kings of Oceania 2006 Round 2 | 2006年9月16日  |
| ×    | ジェイソン・サティー | 3R終了 判定0-3 | K-1 Kings of Oceania 2006 Round 1 | 2006年6月24日  |

### 総合格闘技
| 総合格闘技 戦績 | 総合格闘技 戦績 | 総合格闘技 戦績 | 総合格闘技 戦績 | 総合格闘技 戦績 | 総合格闘技 戦績 | 総合格闘技 戦績 |
| --------------- | --------------- | --------------- | --------------- | --------------- | --------------- | --------------- |
| 2 試合          | (T)KO           | 一本            | 判定            | その他          | 引き分け        | 無効試合        |
| 2 勝            | 0               | 0               | 2               | 0               | 0               | 0               |
| 0 敗            | 0               | 0               | 0               | 0               | 0               | 0               |

| 勝敗 | 対戦相手           | 試合結果          | 大会名                                   | 開催年月日     |
| ○    | フェリーゼ・リニウ | 5分3R終了 判定2-1 | Carnage in the Cage                      | 2007年10月27日 |
| ○    | ガラ・トゥア       | 判定              | New Zealand Vale Tudo: A Test of Courage | 1999年1月28日  |